# Gilsfjörður
Gilsfjörður – fiord w północno-zachodniej Islandii, położony w najwęższym miejscu nasady półwyspu tworzącego region Fiordów Zachodnich. Przesmyk utworzony między fiordem Gilsfjörður a położonym po drugiej stronie lądu fiordem Bitrufjörður (część zatoki Húnaflói) ma niecałe 10 km długości. Gilsfjörður stanowi najdalej wysuniętą na wschód część zatoki Breiðafjörður. Położona jest w jej północno-wschodniej części. Fiord wcina się na około 14 km w głąb lądu, a jego szerokość u wejścia wynosi około 4 km. Wzniesienia po obu stronach fiordu dochodzą 450–500 m n.p.m.
Nad fiordem brak jest większych osad. W dolinie Ólafsdalur na południowym wybrzeżu fiordu w 1880 roku założono najstarszą na Islandii szkołę rolniczą . Można tam podziwiać budynek szkoły z 1896 roku oraz inne budynki z końca XIX wieku. Odkryto tam również dom wikingów z IX-X wieku.
Zachodnią część fiordu przecina poprowadzona tamą i mostem droga nr 60. Konstrukcja ta powstała w 1997 roku, skracając o 14 km dotychczasową, niekiedy niebezpieczną, trasę wzdłuż obu brzegów fiordu. Tereny na północnym wybrzeżu fiordu wchodzą w skład gminy Reykhólahreppur (region Vestfirðir), a na południowym - gminy Dalabyggð (region Vesturland).